# Байчі
45°13′ пн. ш. 15°43′ сх. д. / 45.22° пн. ш. 15.72° сх. д.
Байчі (хорв. Baići) — населений пункт у Хорватії, у Карловацькій жупанії у складі громади Нетретич.

## Населення
Населення за даними перепису 2011 року становило 0 осіб.
Динаміка чисельності населення поселення: